# Capoeira Angola

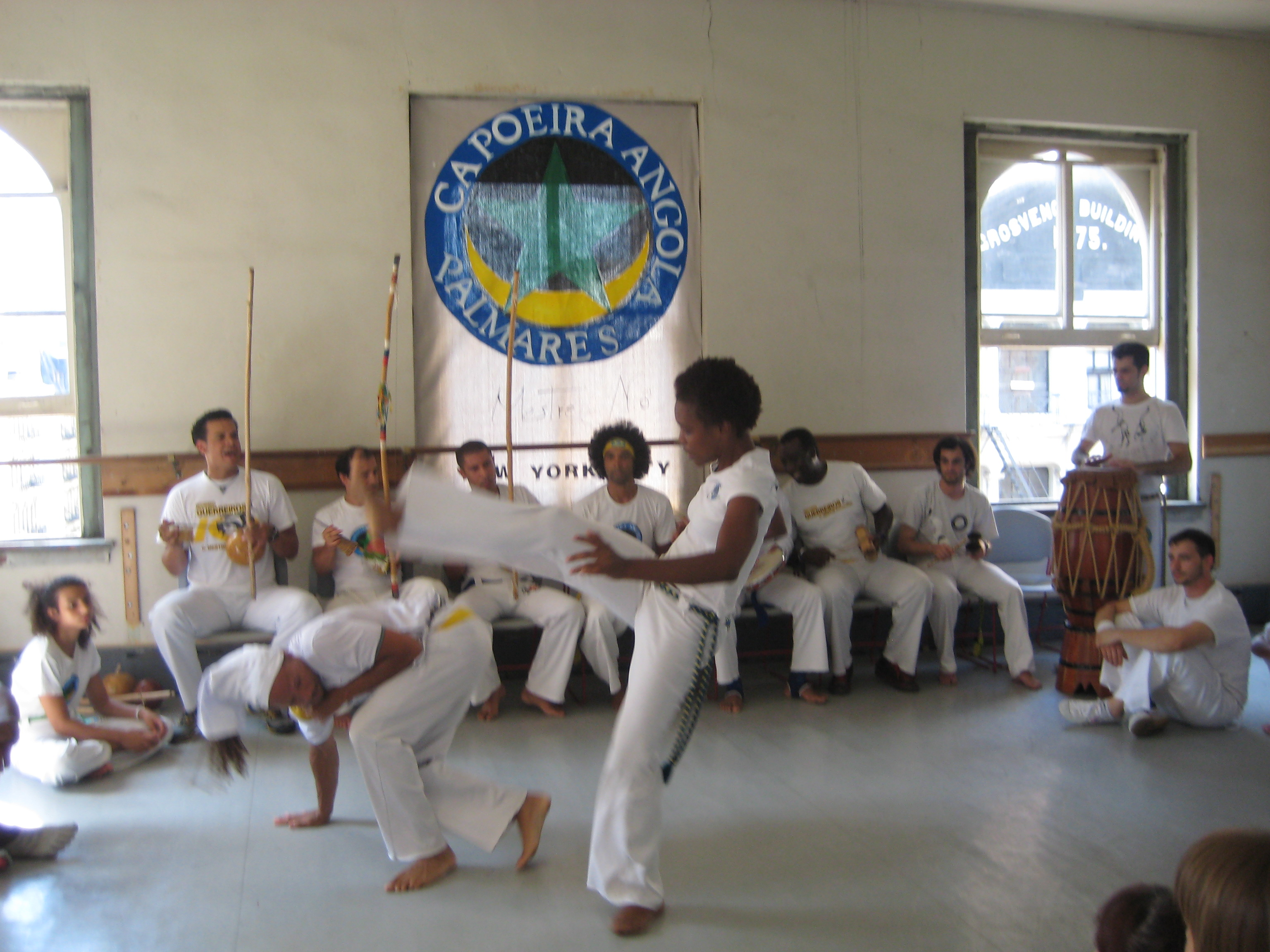
Roda do grupo Capoeira Angola Palmares em 2012

Capoeira Angola é um estilo de capoeira anterior a capoeira regional (ou luta regional baiana) criada por Mestre Bimba. Embora mais antiga, sua designação surgiu apenas após a criação de Mestre Bimba e em referência à população negra da África Austral traficada para o Brasil. Trata-se de uma arte marcial, um estilo específico de capoeira, desenvolvida sobretudo na Bahia. Em termos gerais, a Angola pode ser conceituada enquanto um jogo mais lúdicos, livres (espontaneidade) e cadenciado que presa pela leveza técnica do movimento, podendo ser mais rápido ou mais lendo a depender da dinâmica do jogo. Ainda, também é compreendida enquanto folguedo e manifestação cultural popular afro-brasileira que encontra graus de institucionalização como o Grupo de Capoeira Angola Pelourinho (GECAP), que organizou o Encontro Internacional de Capoeira Angola. Os adeptos deste estilo são chamados de angoleiros.

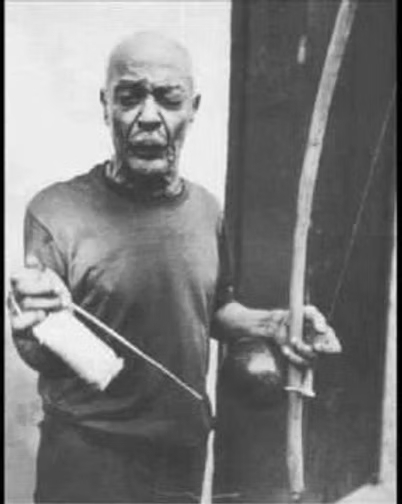
Mestre Pastinha

É uma manifestação da cultura popular brasileira onde coexistem aspectos normalmente compreendidos de forma segmentada pela cultura que se fez oficial, como o jogo, a dança, a mímica, a luta e a ancestralidade, unidos de forma coesa, simples e sintética. Possui suas origens em elementos da cultura de várias matizes de povos africanos que foram escravizados e mantidos em cativeiro no Brasil do século XVI até o final do século XIX, sincretizados com elementos de culturas nativas (povos indígenas) e de origem europeia. De modo geral, considera-se que Mestre Pastinha foi o mais importante divulgador da modalidade. Pastinha, posterior a Bimba, cria o CECA em conjunto com outros associados, como Amorzinho, Noronha, Totonho de Maré, Livino Diogo, Onça Preta, Olímpio, Zeir, Victor H.U. e Alemão, que era filho de Maré. Na década de 1950,Waldemar da Paixão/da Liberdade e Mestre Cobrinha Verde, e suas academias de Capoeira angola, deram continuidade à capoeiragem baiana, desempenhando relevante papel em sua história.
O jogo de Angola é facilmente identificado: é um jogo cadenciado, podendo ser lento ou rápido a depender da dinâmica da roda, mas nem por isso deixa de ser uma luta, tem seus momentos de puro perigo, embora essa demonstração de violência sempre fica implícita, tal como lutas orientais como o tai chi chuan. Os segredos técnicos marciais são anunciadas somente aos que entendem os sinais na roda de capoeira, o que a difere das modalidades da Capoeira Regional, Utilitária ou contemporânea, que na maioria das vezes tem uma marcialidade explicita.

## História

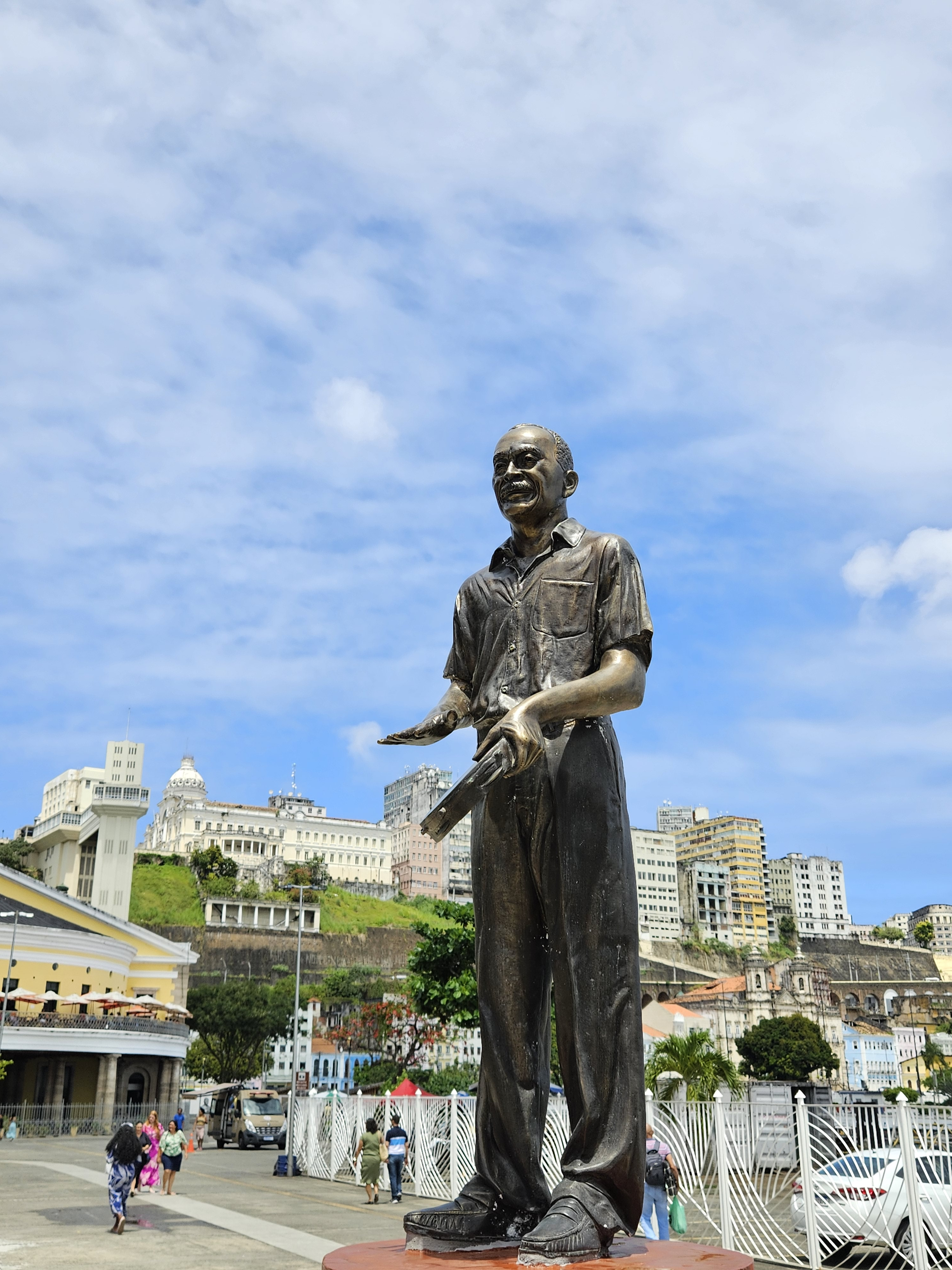
Estátua de Mestre Pastinha no monumento Arena da Capoeira em Salvador

Desde o início de sua formação até os dias de hoje, a capoeira diferenciou-se em diferentes "estilos", cada um marcado por suas visões próprias, hábitos específicos e interações com a cultura local de cada região. Atualmente, essas diferentes leituras acerca da capoeira estão manifestadas através da prática dos diferentes grupos e declaradas em suas principais vertentes: a Capoeira Angola, que possui como referência Mestre Pastinha, a Capoeira Regional, que tem como seu principal personagem Mestre Bimba e, embora com menos adeptos, a Capoeira Utilitária, a qual foi desenvolvido por Mestre Zuma e Sinhozinho.
A capoeira Angola diferencia-se da luta regional baiana de Mestre Bimba por representar uma modalidade da capoeira com mais conexão ao seu passado, sendo concebida como um jogo, no qual a luta, a dança, a mímica e outros elementos se conjugam. Além disso, a capoeira angola privilegia a  “mandinga”  como  estratégia  de  luta  e  enfrentamento. Além disso, outra particularidade, evidencia-se no “jogo  baixo”,  algo  facilmente  reconhecido no jogo de Angola. Embora também se jogue no alto, em geral, a capoeira angola dá prioridade ao jogo no chão e a utilização simultânea de diferentes partes do corpo. Muitas das técnicas de ataque e defesa são realizados com o apoio das pernas e das mãos em contato direto e conectados ao chão, fato que favorece uma eficiente mobilização corporal.
A ênfase em características como o jogo, a brincadeira e a busca pela ancestralidade, possuindo em regra movimentos mais calmos, rasteiros e lúdicos. Na "roda de Angola" coexistem diferentes estéticas relativas aos seus diversos grupos e a individualidade de cada angoleiro, onde o objetivo é a busca intensiva e recíproca pelo "axé", dentro dos fundamentos da arte.
A capoeira Angola não tem uma data definida em que teria sido criada, nem uma pessoa a quem possamos atribuir com certeza a sua criação. Apesar disto, sempre que falamos de capoeira Angola temos o nome de Mestre Pastinha (Vicente Ferreira Pastinha, 1889 - 1981) associado a ela. Pastinha foi um grande defensor da capoeira Angola, divulgando-a e introduzindo-a na sociedade de um modo geral, fazendo, assim, com que a capoeira deixasse de ser vista tão somente como uma luta marginalizada praticada por vândalos e arruaceiros, ao mesmo tempo em que criava a primeira escola de capoeira angola criada no Brasil.
Pastinha defendia arduamente a capoeira Angola, e pretendia, assim, fazer com que esta mantivesse sua força, não perdendo suas principais características. Para isto, divulgou a capoeira até onde pôde e como pode: fez muitas viagens ao exterior, inclusive para África, como principal representante da capoeira. Pastinha também formou muitos alunos, garantindo, assim, o futuro da capoeira angola.
Atualmente, existem algumas associações que representam exclusivamente a capoeira Angola e buscam, principalmente, resgatar as antigas tradições dessa capoeira, já que não só ela, mas a capoeira no geral, evoluiu e hoje em dia apresenta diferenças próprias da renovação das tradições. Graças ao esforço de muitos Mestres e pessoas envolvidas com a capoeira.

## Música e canto

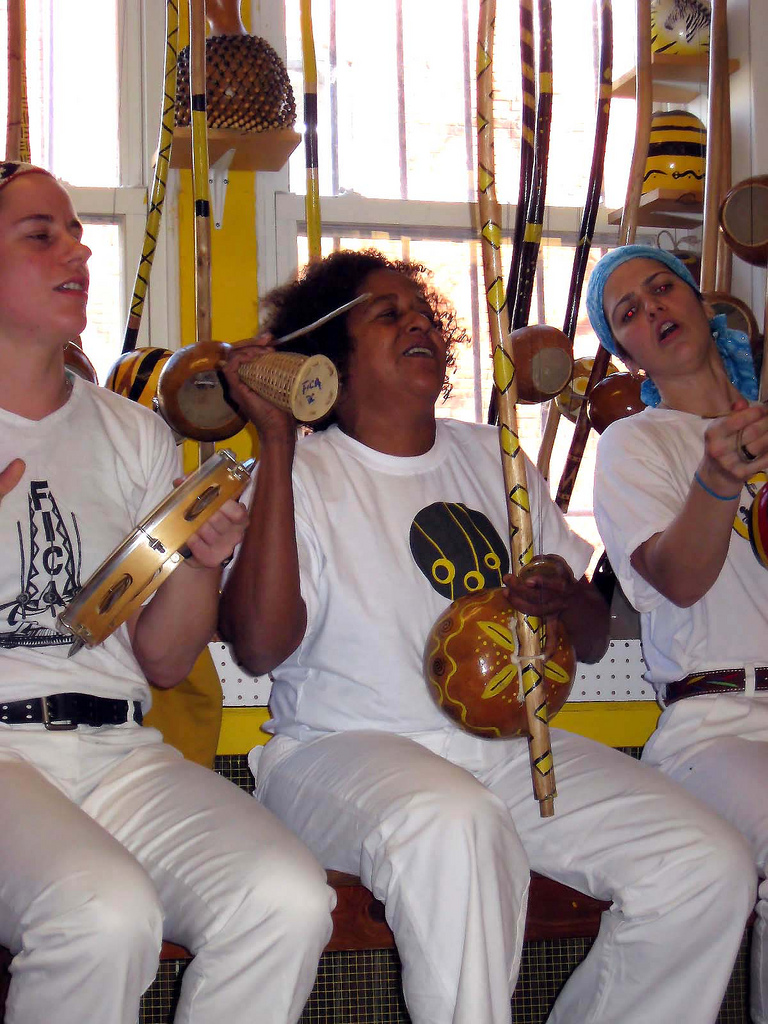
Bateria de Angola

O jogo de Angola é acompanhado por uma música mais lenta; geralmente a música é antecedida por uma ladainha, que é uma espécie de lamento, que quase sempre fala da escravidão e da vida do escravizado. O canto (ladainha) é o fundamento dado pelos mestres de antigamente que agora vão passando pelas gerações.
Muitas canções são na forma de pequenas estrofes intercaladas por um refrão, enquanto outras vêm na forma de longas narrativas (ladainhas). As canções de capoeira têm assuntos dos mais variados. Algumas canções são sobre histórias de capoeiristas famosos, outras podem falar do cotidiano de uma lavadeira. Algumas canções são sobre o que está acontecendo na roda de capoeira, outras sobre a vida ou um amor perdido, e outras ainda são alegres e falam de coisas tolas, cantadas apenas para se divertir. Os capoeiristas mudam o estilo das canções frequentemente de acordo com o ritmo do berimbau. Desta maneira, é na verdade a música que comanda a capoeira, e não só no ritmo mas também no conteúdo. O toque Cavalaria era usado para avisar os integrantes da roda que a polícia estava chegando; por sua vez, a letra é constantemente usada para passar mensagens para um dos capoeiristas, na maioria das vezes de maneira velada e sutil.
Os instrumentos são tocados numa linha chamada bateria. O principal instrumento é o berimbau, que é feito de um bastão de madeira envergado por um cabo de aço em forma de arco e uma cabaça usada como caixa de reverberação. O berimbau varia de afinação, podendo ser o Berimbau Gunga (mais grave), Médio (médio) e viola (mais agudo). Os outros instrumentos são: pandeiro, atabaque, caxixi e com menos frequência o ganzá e o agogo.
Sobre a bateria de Angola, a capoeira angola também tem orquestra, sendo formada sempre por oito instrumentos posicionados normalmente no seguinte arranjo da esquerda para direita: atabaque; dois pandeiros; berimbau viola; berimbau médio; berimbau gunga ou berra-boi; reco-reco; agogô. Já os toques do berimbau são o São Bento Grande e o Angola.

## Trajes
O uniforme para a prática da capoeira angola varia de grupo para grupo. Alguns vestem uma calça e camiseta brancas, outros usam calça preta e camisa amarela, o uniforme é definido pelo mestre do grupo em conformidade com a sua linhagem e história pessoal. O uso de calçados é fundamental e uma das características próprias do traje do angoleiro. Busca-se referência a isso no fato da busca pela liberdade, onde nos tempos de escravidão utilizar um calçado era privilégio dos homens livres.
Os mestres utilizam o traje que lhes convém, pode ser um traje de gala, terno branco, pode ser uma roupa de tecido africano, pode ser uma calça preta de treino e uma camisa, igualmente aos alunos, pode ser uma roupa mais informal, varia da personalidade de cada mestre. Antigamente, por uma questão de respeito, não se devia sujar a roupa do adversário. Porque ele teria que lavá-la depois da atividade.